# Delma grayii
Delma grayii — вид геконоподібних ящірок родини лусконогових (Pygopodidae). Ендемік Австралії. Вид названий на честь британського герпетолога Джона Едварда Грея.

## Поширення і екологія
Delma grayii мешкають на південно-західному узбережжі Західної Австралії, між Пертом і Калбаррі. Вони живуть на пустищах, порослих невисокими чагарниками. Відкладають яйця.